# Ethirostoma
Ethirostoma é um gênero de traça pertencente à família Agonoxenidae.